# Alegeri generale în România, 1864
Alegeri generale au fost organizate în Principatele Române pe 24 și 25 noiembrie 1864.

## Legături externe
- Lege din 2 iulie 1864 cu privire la alegeri Arhivat în 20 decembrie 2016, la Wayback Machine.